# Szówsko

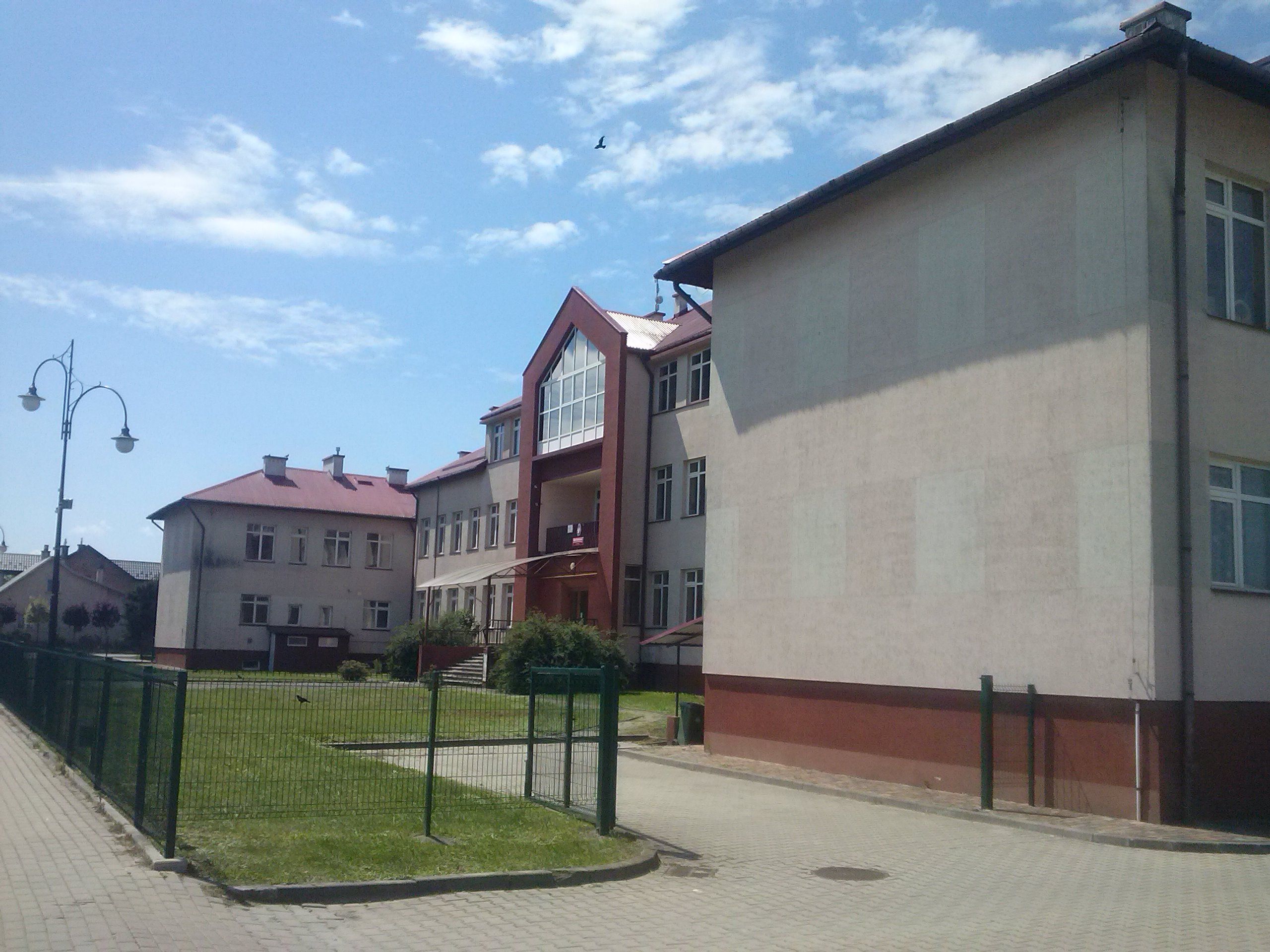
Szkoła podstawowa w Szówsku

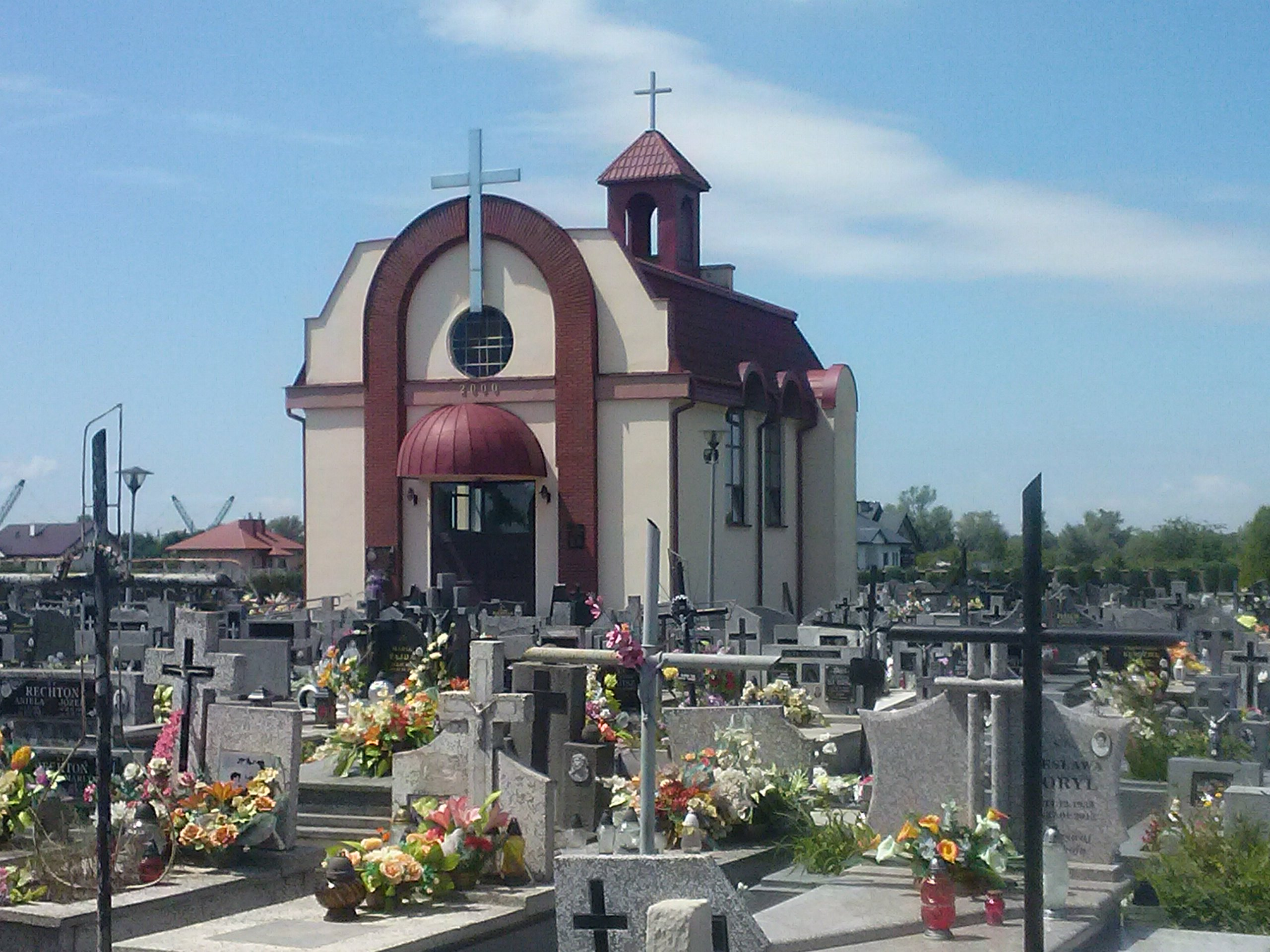
Kaplica i cmentarz w Szówsku

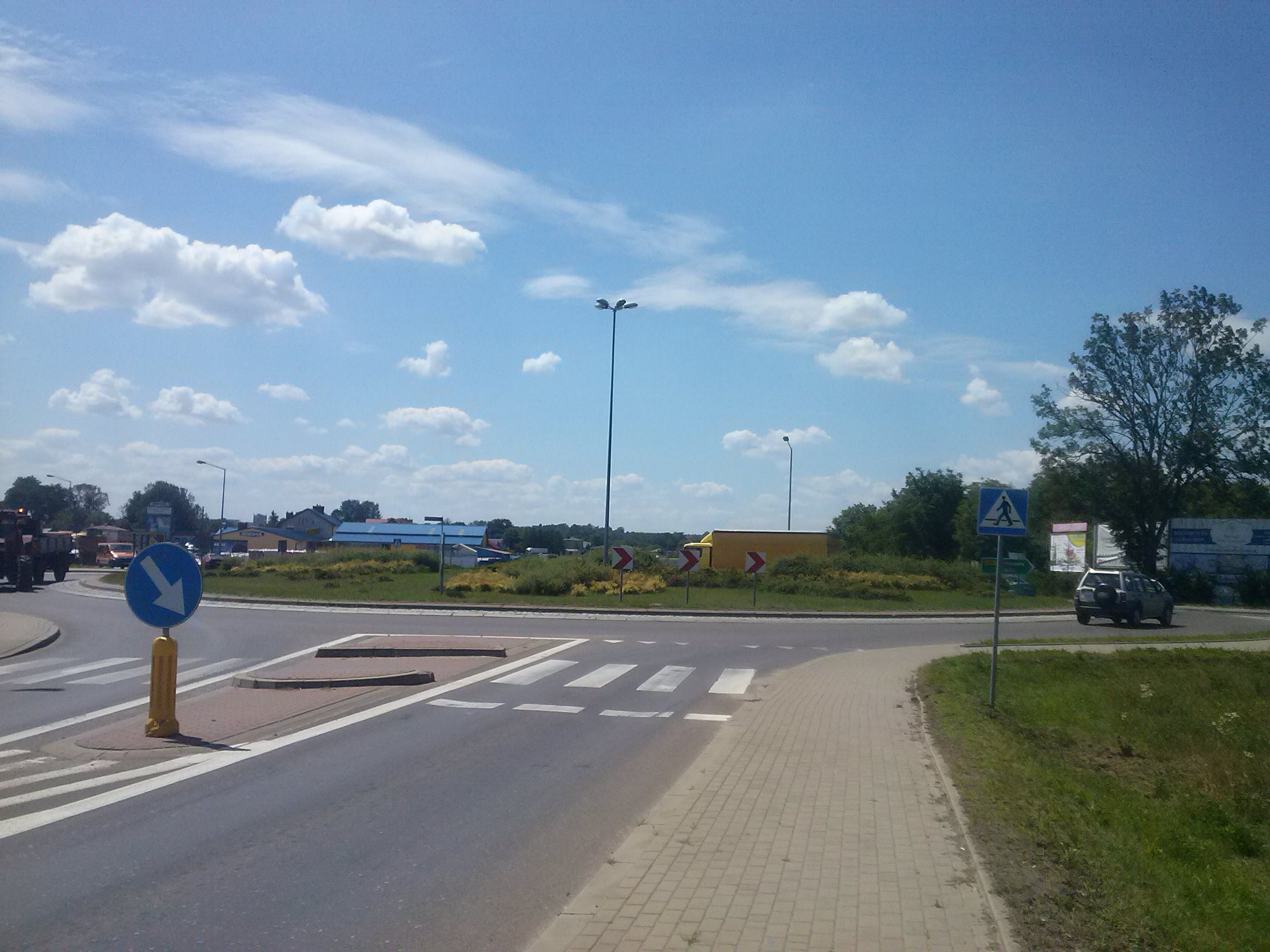
Rondo w Szówsku

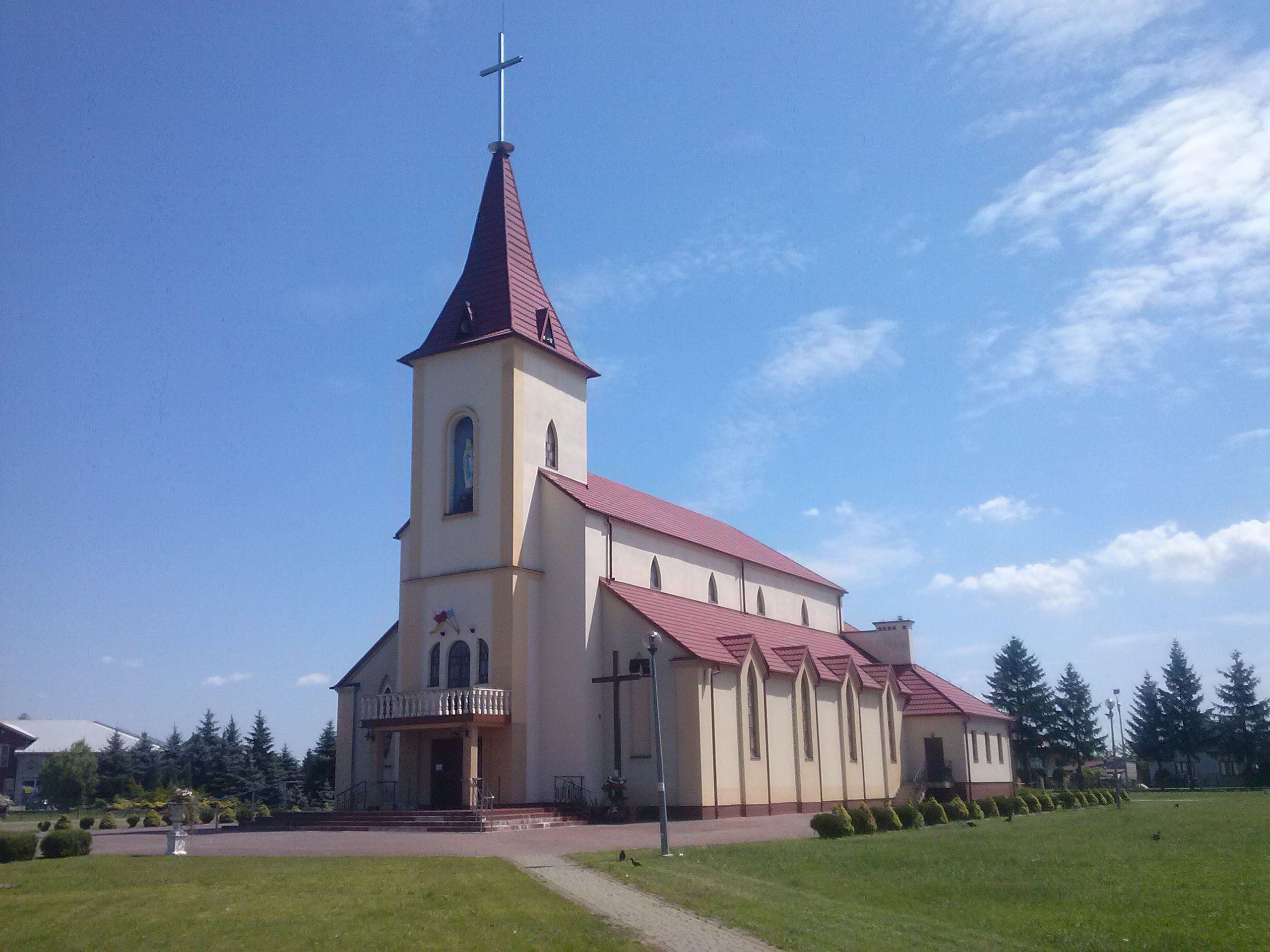
Kościół pw. św. Brata Alberta w Szówsku

Szówsko – wieś w Polsce położona na pograniczu Doliny Dolnego Sanu i Płaskowyżu Tarnogrodzkiego, w województwie podkarpackim, w powiecie jarosławskim, w gminie Wiązownica.
Prywatna wieś szlachecka Szuwsko, położona w województwie ruskim, w 1739 roku należała wraz z folwarkiem do klucza Jarosław Lubomirskich. W latach 1975–1998 miejscowość administracyjnie należała do województwa przemyskiego.
W miejscowości kończy swój bieg prowadząca z Sieniawy droga wojewódzka nr 870. Przez miejscowość prowadzi także prowadząca z Jarosławia do Bełżca droga wojewódzka nr 865.
Od roku 1943 w miejscowości funkcjonuje parafia pw. Najświętszego Serca Pana Jezusa należąca do dekanatu Jarosław III.

## Części wsi
| SIMC    | Nazwa        | Rodzaj    |
| ------- | ------------ | --------- |
| 0612803 | Cegielnia    | część wsi |
| 0612810 | Folwark      | część wsi |
| 0612826 | Goryle       | część wsi |
| 0612832 | Murowanka    | część wsi |
| 0612849 | Nadsanie     | część wsi |
| 0612855 | Setna        | część wsi |
| 0612861 | Szówsko Duże | część wsi |
| 0612878 | Szówsko Małe | część wsi |
| 0612884 | Tarnawiec    | część wsi |
| 0612890 | Wola         | część wsi |

## Historia
W czasach średniowiecznych San tworzył ogromne rozlewiska, bagna i jeziora, na których były mosty i usypane groble. Na tych terenach rosły łozy, sitowia i dzikie szuwary, od których powstała nazwa Szuwarsko. Według innej hipotezy nazwa wsi powstała od słowa Suszko - suszyć, ponieważ mieszkańcy mieli obowiązek dostarczać do Jarosławia suszone mięso i owoce leśne. Pierwsza wzmianka pochodzi z dokumentu nadania Jarosławia i okolicznych wiosek, przez króla Władysława Jagiełły z 27 listopada 1387 roku, na rzecz Jana z Tarnowa. W 1473 roku została założona przez Rafała Ordynacja Jarosławska z Jarosławiem, Przeworskiem i 29 okolicznymi wsiami, wśród których wymieniono Szówsko. 1 czerwca 1523 roku założono kolegiatę w Jarosławiu, dla której mieszkańcy Szówska składali dziesięciny.
Przydatnym źródłem archiwalnym są regestra poborowe, które zapisali poborcy podatkowi ziemi przemyskiej z lat: 1515 (wieś posiadała 13 łanów kmiecych), 1589, 1628, 1651 i 1674.
W 1891 książę Witold Czartoryski założył w Szówsku cegielnię. Kolejną jego inwestycją (1918) była kaflarnia, która była jedną z najważniejszych wytwórni kafli piecowych w Polsce międzywojennej, produkującą 0,4-0,5 mln szt. kafli rocznie. Powierzchnia przedsiębiorstwa Czartoryskich wynosiła 38 ha. W głównym budynku kaflarni o pow. 1550 m² znajdowały się dwa piece do wypalania kafli budowy Towarzystwa dla Budowli Przemysłowych Schleven i Ska z Krakowa na podstawie projektu berlińskiej firmy Eckerd i Hotop. Wyroby sygnowane były skrótem J.P.T.C.B. Kaflarnia Szówsko. Do wytwarzania kafli sprowadzano gliny specjalistyczne z Wrocławia i z Bolesławca, które stanowiły istotną domieszkę do glin miejscowych pozwalającą na produkcję wyrobów o wysokiej jakości i trwałości. Kaflarnia posiadała rozbudowaną sieć dystrybucji głównie na południu kraju (w Krakowie i Bochni, Lwowie, Tarnopolu, Przemyślu, Samborze, Stryju, Stanisławowie, Kołomyi) a także eksponowała swoją ofertę na Powszechnej Wystawie Krajowej w Poznaniu (1929). 
W II Rzeczpospolitej wieś w powiecie jarosławskim województwa lwowskiego. W 1931 liczyła 317 zagród i ok. 2000 mieszkańców, prawie samych Polaków. W latach 1944–1947 działała tu silna samoobrona broniąca ludności cywilnej. Nacjonaliści ukraińscy z OUN-UPA dokonali kilku napadów rabunkowych na wieś, mordując 4 Polaków. 29 kwietnia 1945 oddział dywersyjny Narodowego Zjednoczenia Wojskowego z Zarzecza pod dowództwem Bronisława Gliniaka ps. Radwan wydał w Szówsku walkę żołnierzom Armii Czerwonej, zabijając 14 z nich.
II wojna światowa przyniosła zniszczenie komina i grabież parku maszynowego kaflarni. W 1950 roku nastąpiła nacjonalizacja zakładu, który nie zachował się do czasów współczesnych.

## Kościół
Szówsko należało do rzymskokatolickiej parafii Jarosław-Fara. W 1905 roku w Szówsku, z inicjatywy wójta Marcina Berezy, Feliksa Krauza i Marcina Ochaba  założono cmentarz, a w latach 1905–1910 książę Jerzy Konstanty Czartoryski zbudował ochronkę dla sióstr, w której znajdowała się kaplica do mszy pogrzebowych.
W 1938 roku rozpoczęto budowę murowanego kościoła, a w 1939 roku bp Franciszek Barda dokonał poświęcenia kamienia węgielnego i fundamentów. W 1942 roku został poświęcony kościół pw. Najświętszego Serca Pana Jezusa, którego dalsza budowa trwała do 1960 roku. W styczniu 1943 roku została erygowana parafia w Szówsku, a jej pierwszym proboszczem został wikariusz z Jarosławia ks. Józef Kilar. Kościół okazał się za mały na potrzeby parafii i w 1997 roku rozpoczęto budowę nowej części kościoła i remont starej części, który ukończono w 2009 roku. 23 października 2009 roku abp Józef Michalik dokonał konsekracji kościoła.

## Oświata
Początki szkolnictwa w Szówsku są datowane na 1868 rok, gdy powstała szkoła trywialna. 
W latach 1868–1873 szkoła była trywialna, w latach 1873-1874 szkoła była ludowa, w latach 1874-1894 szkoła była 1-klasowa, a od 1894 roku 2-klasowa.
11 listopada 1984 roku szkole nadano imię Jana Kochanowskiego. W 1999 roku na mocy reformy oświaty zorganizowano 6-letnią szkołę podstawową i 3-letnie gimnazjum, a w 2008 roku utworzono Zespół Szkół w Szówsku. W 2017 roku na mocy reformy oświaty przywrócono 8-letnią szkołę podstawową.